# San Rafael (Ecuador)
La comuna San Rafael pertenece a la parroquia Chanduy, cantón Santa Elena, Ecuador. Está ubicada al sur de la provincia del mismo nombre en el valle de Chanduy,  km 28 de la vía Salinas-Guayaquil al margen derecho del recinto el Cerrito a 4,5 km. La entrada de San Rafael es conocida por el santuario del Señor de la agonía ubicada en la cima del cerro Chuculunduy.
La comuna fue fundada el 25 de noviembre de 1943 y protocolizada el 27 de febrero de 1951, San Rafael nombrado así por su patrono, antiguamente se llamó Gaguelzan o Guaguelzan, vocablo aborigen que significa "bosque de Guazango".

## Sus habitantes
La comuna está organizada  por una asamblea general, el consejo de gobierno y un consejo ampliado.También existen diferentes organizaciones productivas, sociales, barriales, religiosas, de progreso (agua, salud) y deportivas. Está compuesta por aproximadamente 3000 habitantes de los cuales cuenta con afiliados a un dispensario médico del Seguro Social Campesino.
La actividad económica que predomina es la extracción y comercialización de material pétreo (granito clasificado), piedra base, ripio, arenas, arena sílice, granito clasificado y cascajo, situadas en unas canteras al pie de la carretera, lo cual cerca del 60% de las familias se dedican a esta actividad económica. Otro porcentaje de la población se dedica a actividades agrícolas en algunas empresas del sector de ciclo corto y transitorias como cítricos, mangos, pepino, sandía, y maíz. El proyecto PIDASSE del MAGAP ha hecho que la actividad agrícola esté en auge beneficiando a un 25% de las familias de la comuna. El 15% restante se dedica a otras actividades como comercio, obreros de fábricas entre otras.